# Шпага с гнутым эфесом
Шпага с гнутым эфесом (англ. Swept-Hilt Rapier ) — разновидность шпаг XVI—XVII веков. Своё название такая шпага получила в связи с тем, что её эфес состоит в основном из большего или меньшего количества дугообразных и кольцевидных деталей, выгнутых из металлических прутков.
Строго говоря, гнутыми эфесами могли оснащаться как шпаги, так и рапиры. Разница между ними состояла в том, что первые имели колюще-рубящие клинки умеренной длины и предназначались для использования на поле битвы, тогда как вторые обладали часто очень длинными клинками приспособленным в основном для колющих ударов, и предназначались для дуэлей и фехтовальных поединков в повседневной жизни. Также рапиры были не приспособлены для использования верхом. Как вид оружия рапира появилась во второй половине XVI века, а с начала XVII века начинается расцвет её использования. Так как в английском языке и шпаги, и рапиры обозначаются словом rapier, а шпаги, кроме того, часто называются мечами, английский оружиевед Эварт Окшотт, описывая оружие с гнутыми эфесами, для отличия шпаг от рапир был вынужден для обозначения шпаг прибегнуть к использованию немецкого термина райтшверт (нем. Reitschwert), что можно понять как рыцарский (Ritter) или кавалерийский (Reiter) меч (Schwert). Помимо этого, для шпаг существует термин рапира-меч (англ. Sword-Rapier).

## История
Гнутый эфес берёт своё начало на Пиренейском полуострове, где начиная с 1460-х годов, испанские и португальские бойцы всё чаще использовали своё оружие не только для атаки, но для защиты, закладывая тем самым основу искусства фехтования. При этом они оснащали свои мечи дополнительными дугами для защиты пальцев перебрасываемых через крестовину, что было обычной практикой позволявшей лучше контролировать оружие, особенно при парировании. Эфес меча с двумя дугами по сторонам клинка и послужил основой для дальнейшего развития гнутых эфесов, в связи с чем Э. Окшотт назвал такой тип эфеса «базовым» (англ. Basic Hilt).
Новые элементы эфеса начинают активно добавляться примерно с 1530-х годов, а после 1550 года количество вариантов становится настолько большим, что разобраться в них и классифицировать, становится достаточно затруднительным. Гнутые эфесы продолжали оставаться в употреблении до 1640-х годов, хотя в XVII веке их формы, пропорции и украшения меняются параллельно с общими тенденциями моды. В этот период они украшаются деталями в виде шишечек или дисков, или оформлением напоминающим лепные украшения — всё это на видных местах гарды, крестовины могут быть чрезвычайно длинны, а концы защитных дужек сделаны в виде завитушки или кольцеобразного отростка; стиль в общем стремится к экстравагантности и даже местами к фантастичности.

## Конструкция гнутого эфеса
Гнутый эфес мог иметь следующие составные части:
- Крестовина (Quillons) — прямая или изогнутая в форме S; во втором случае задняя ветвь (Rear Quillon) крестовины загибалась к клинку, а передняя (Forward Quillon) к навершию, защищая пальцы от рубящего удара и иногда образуя полноценную дужку доходящую непосредственно до уровня навершия. В редких случая могла быть дугообразной формы (у некоторых самых ранних экземпляров).
- Защитная дужка (Knuckle-Guard) — дугообразная деталь идущая от крестовины к навершию и предназначенная для защиты пальцев от рубящего удара. Как указано выше, могла представлять собой загнутую переднюю ветвь крестовины, в других случаях являлась отдельной от крестовины деталью.
- Щиток эфеса (Ecussson, Quillon-Block) — деталь в виде небольшой щитообразной пластины, расположенной в месте пересечения крестовины с рукоятью и предназначенной для усиления эфеса и крепления дуг.
- Дуги эфеса (Branches, Arms) — две дугообразные детали по обеим сторонам клинка, идущие к нему от щитка и предназначенные для защиты указательного и большого пальцев продевавшихся в описанные дуги при удержании оружия. В редких случая могла быть только одна дуга для указательного пальца, расположенная с «передней» части клинка.
- Стержень или зубец (Projecting prong) — располагался в нижней части дуги эфеса, выступая вбок перпендикулярно плоскости клинка, таким образом стержень блокировал клинок шпаги противника, скользнувший вдоль собственного клинка. Мог быть прямым, в этом случае обычно на конце располагался шарик, либо дугообразно изгибался в сторону крестовины. Имелось два стержня — по одному на каждой дуге; если он был один, то располагался на дуге с «передней» части клинка, тогда как от задней в таком случае отходило диагонально расположенное кольцо, соединявшиеся с крестовиной, или верхним кольцом, или защитной дужкой.
- Нижнее защитное кольцо (Ring-Guard) — расположенная с внешней стороны клинка перпендикулярно ему, кольцеобразная деталь соединяющая нижние концы дуг эфеса, выполняло те же функции, что и вышеописанные стержни.
- Верхнее защитное кольцо (Loop-Guard) — кольцеобразная деталь шедшая от нижних концов дуг эфеса к крестовине, диагонально по отношению к плоскости клинка. Между нижним и верхним защитными кольцами, могло располагаться одно или несколько средних защитных колец.
- Контргарда (Back-Guards) — часть гарды расположенная с внутренней стороны эфеса (то есть с той стороны оружия которая при нахождении в ножнах прилегает к бедру; при удержании оружия в руке она будет находиться с левой стороны), обычно в виде изогнутых прутков числом от одного до трёх, идущих от нижних концов дуг эфеса к защитной дужке, или же к крестовине, с которыми они соединялись. В других случаях контргарда зеркально копировала внешнюю часть эфеса, то есть состояла из защитных колец; такой вариант был особенно распространён после 1600 года[2][6].

## Классификация
При всём многообразии гнутых эфесов, Эварт Окшотт разделил их все на четыре основных группы (не считая «базового эфеса»), в зависимости от наличия тех или иных элементов: четвертные эфесы, половинные или полуэфесы, трёхчетвертные эфесы и полные эфесы. Группы в свою очередь разбиты на 29 типов и 11 подтипов. Так как реальное многообразие разновидностей эфесов гораздо больше, то для описания конкретных образцов можно комбинировать типы между собой, наподобие "полный эфес В с контргардой С"
- Четвертные эфесы — кроме крестовины обязательно имеют защитные дуги и нижнее защитное кольцо или штырьки. Защитные дужки (обязательно отдельные от крестовины) являются у этого типа возможным, но не обязательным элементом. Контргарда обычно из одного прутка.
- Полуэфесы — отличительной чертой данных эфесов является отсутствие защитной дужки; в некоторых случаях такое отсутствие может частично компенсироваться загнутой передней ветвью крестовины, могущей доходить по высоте до примерно половины высоты рукояти. Контргарда обычно из двух прутков.
- Трёхчетвертные эфесы — отличительная черта — обязательное наличие защитой дужки, во всех случаях представляющей собой загнутую переднюю ветвь крестовины. Контргарда обычно из двух прутков.
- Полные эфесы — обязательно имеют защитную дужку отдельную от крестовины и верхнее защитное кольцо; наличие последнего отличает полные эфесы от четвертных эфесов типа С и D, также имеющих защитные дужки отдельные от крестовины. Контргарда обычно из трёх прутков, или зеркальная[7]

### Четвертной эфес
Кроме крестовины обязательно имеют защитные дуги и нижнее защитное кольцо или штырьки. Защитные дужки (обязательно отдельные от крестовины) являются у этого типа возможным, но не обязательным элементом. Контргарда обычно из одного прутка. Всего четыре типа:
- Тип А. Крестовина и две дуги, на конце каждой дуги короткий, выступающий перпендикулярно плоскости клинка штырёк.
- Тип В. Крестовина и две дуги, концы дуг соединены кольцом.
- Тип С. Крестовина и дуги со штырьками как у типа А, дополнительно добавлена защитная дужка.
- Тип D. Крестовина и дуги с кольцом как у типа В, дополнительно добавлена защитная дужка[8].

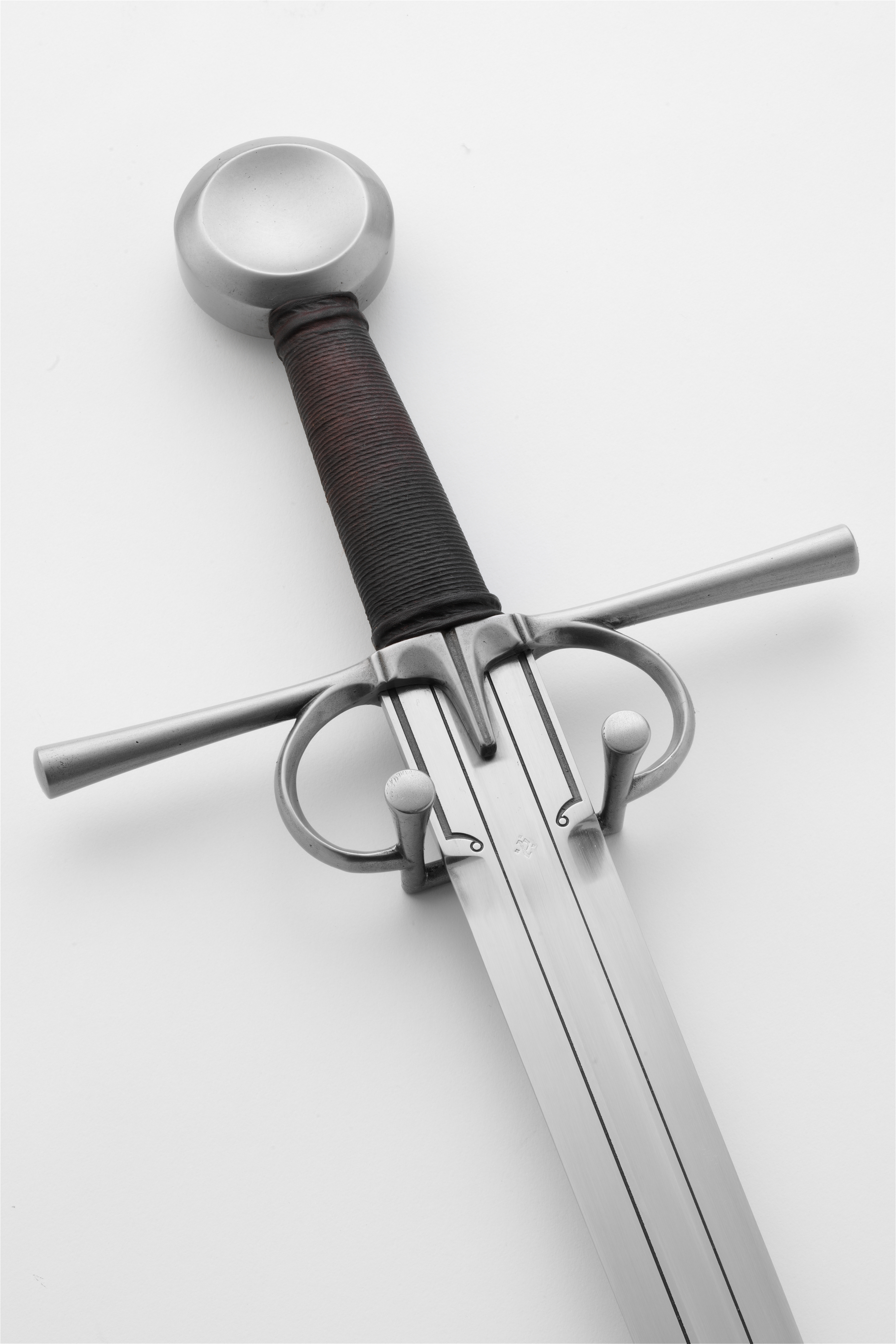
тип А
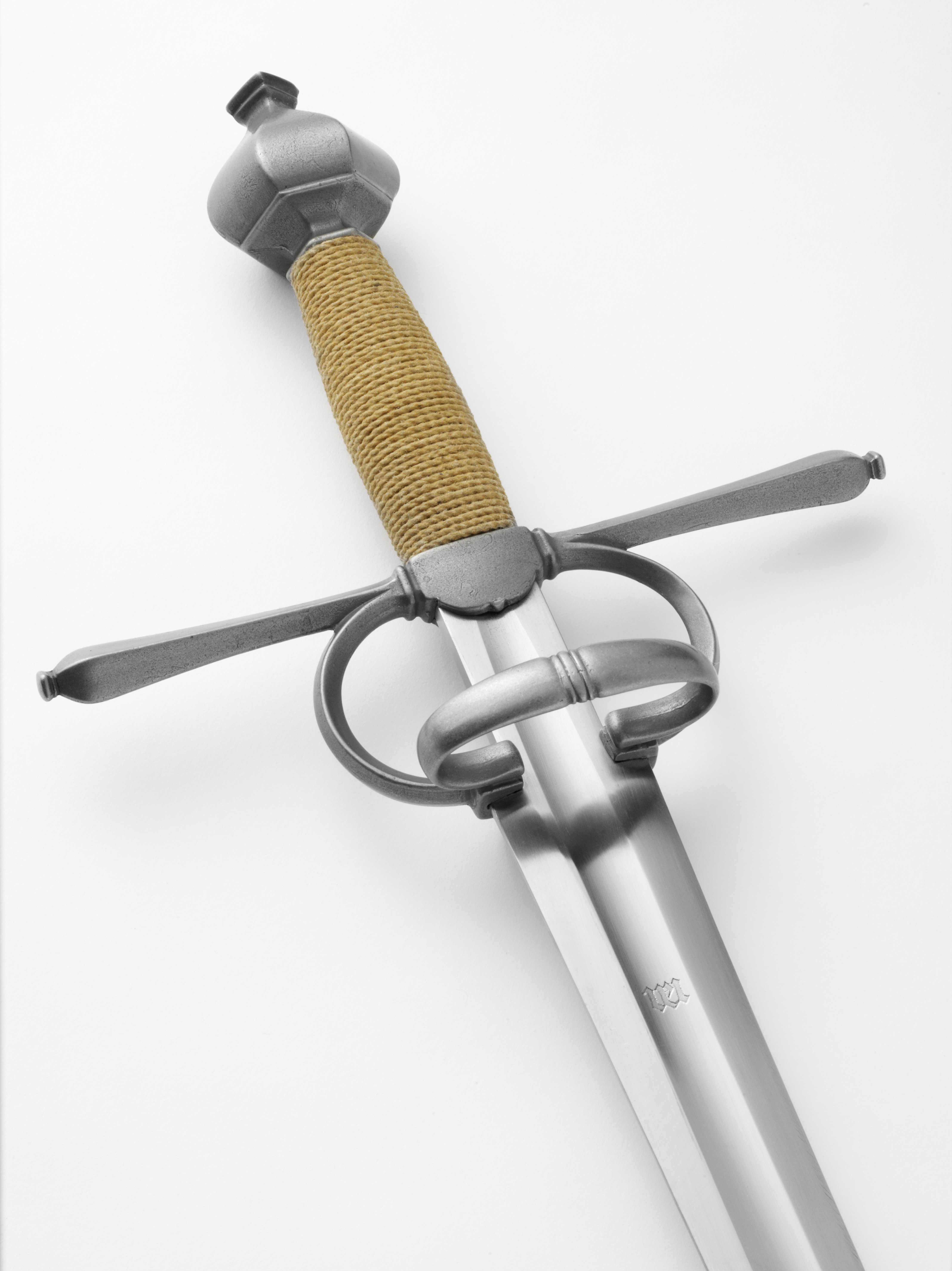
Тип В
Тип D

### Полуэфес
Отличительной чертой данных эфесов является отсутствие защитной дужки; в некоторых случаях такое отсутствие может частично компенсироваться загнутой передней ветвью крестовины, могущей доходить по высоте до примерно половины высоты рукояти. Контргарда обычно из двух прутков. Всего шесть типов и один подтип:
- Тип A. Крестовина, дуги с изогнутыми штырьками, боковое кольцо (верхнее).
- Тип B. Крестовина, дуги с кольцом, верхнее кольцо.
- Тип С. Крестовина и дуги, переднее с изогнутым штырьком, конец задней дуги соединён диагонально расположенным кольцом с передней половиной крестовины.
- Тип D. Крестовина и дуги, верхнее кольцо. Передняя дуга с изогнутым штырьком, конец задней дуги соединён диагонально расположенной ветвью с верхним кольцом.
- Тип E. Крестовина и дуги соединённые кольцом, от задней дуги отходит ветвь, которая изгибаясь на уровне крестовины образует верхнее кольцо.
  - Тип E¹. Отличается тем, что описанная выше ветвь-кольцо не отходит от задней дуги, а имеет полукруглый завиток соединяющийся с нижним кольцом.
- Тип F. Крестовина и дуги, верхнее кольцо, передняя дуга с изогнутым штырьком, конец задней дуги соединён диагонально расположенным кольцом с передней половиной крестовины[8].

Тип A
Тип В
Тип D

### Трёхчетвертной эфес
Отличительная черта — обязательное наличие защитой дужки, во всех случаях представляющей собой загнутую переднюю ветвь крестовины. Контргарда обычно из двух прутков. Всего шесть типов и один подтип:
- Тип A. Крестовина переходящая в защитную дужку, с дугами эфеса, передняя с изогнутым штырьком, конец задней дуги соединён диагонально расположенным кольцом с дужкой.
- Тип B. Крестовина переходящая в защитную дужку, с дугами эфеса соединёнными кольцом, передняя с изогнутым штырьком, задняя дуга соединёна ветвью с дужкой, в средней части ветвь расположена в плоскости крестовины.
- Тип C. Крестовина переходящая в защитную дужку, с дугами эфеса соединёнными двумя кольцами: нижним и верхним. Верхнее кольцо соединяется ветвью с дужкой.
  - Тип C¹. Отличается тем, что верхнее кольцо соединяется с передней дугой ближе к нижнему кольцу.
- Тип D. Крестовина переходящая в защитную дужку, с дугами эфеса соединёнными тремя кольцами: нижним, средним и верхним. Верхнее кольцо соединяется ветвью с дужкой.
- Тип E. Крестовина переходящая в защитную дужку, с дугами эфеса имеющими отходящие изогнутые штырьки, кроме этого задняя дуга соединёна ветвью с дужкой, в средней части ветвь расположена в плоскости крестовины.
- Тип F. Крестовина переходящая в защитную дужку, с одной (передней) дугой эфеса. Конец дуги соединён диагонально расположенном кольцом с задней частью крестовины, от этой же точки крестовины отходит ветвь соединяющаяся с передней дужкой[8].

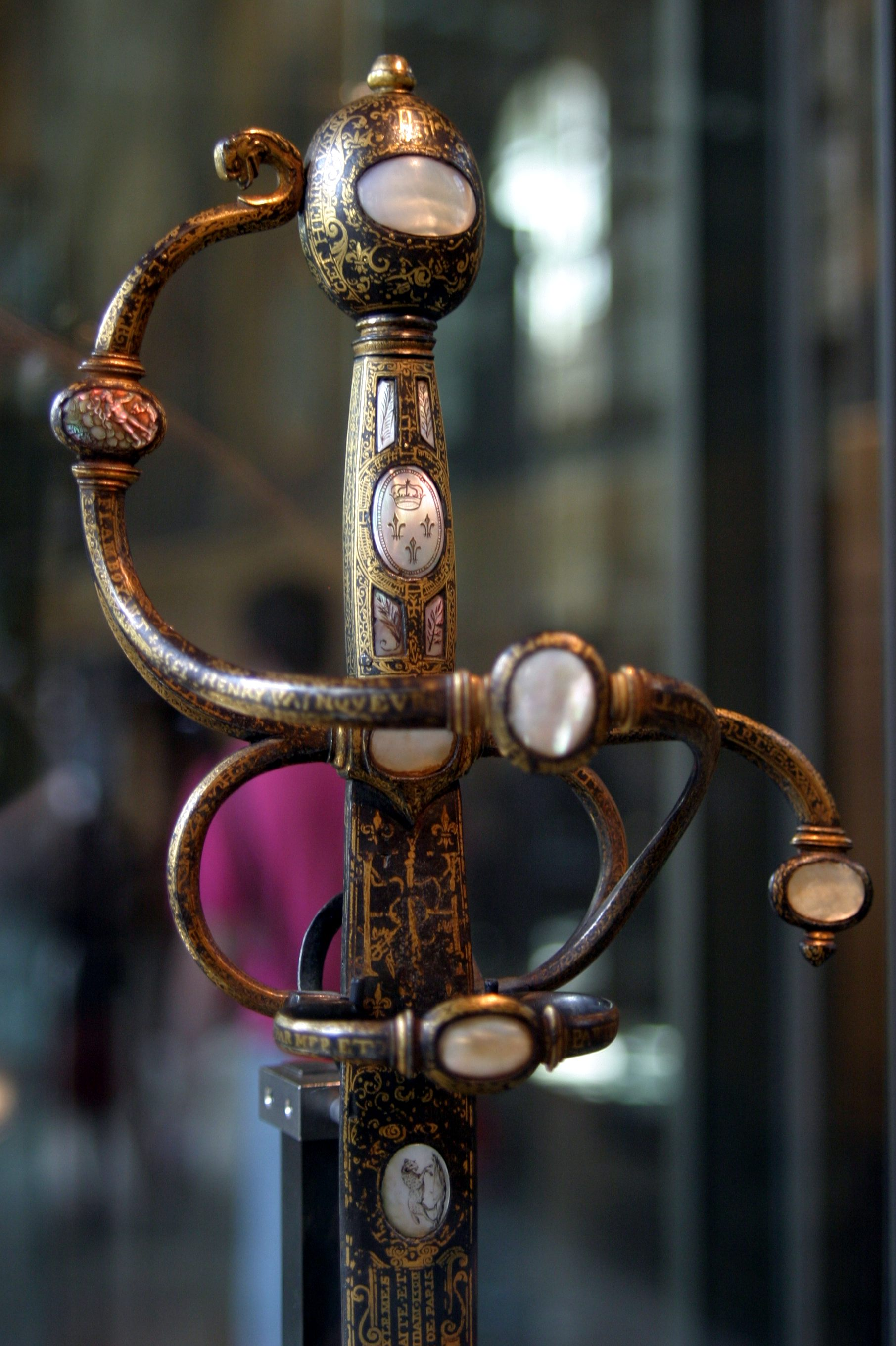
Тип B
Тип В
Тип С
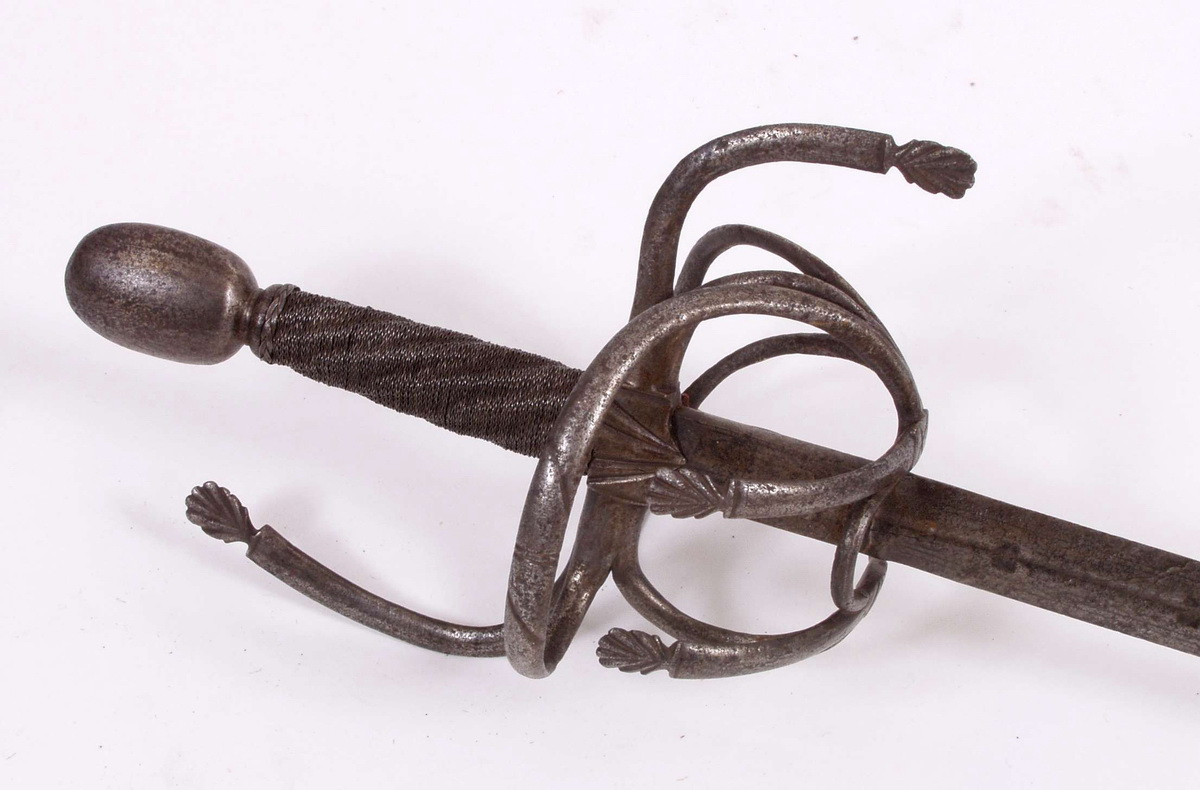
Тип Е
Тип Е

### Полный эфес
Обязательно имеют защитную дужку отдельную от крестовины и верхнее защитное кольцо; наличие последнего отличает полные эфесы от четвертных эфесов типа С и D, также имеющих защитные дужки отдельные от крестовины. Контргарда обычно из трёх прутков, или зеркальная. Всего тринадцать типов и девять подтипов:
- Тип A. Прямая крестовина и защитная дужка, дуги эфеса, нижнее и верхнее боковые кольца.
- Тип В. Прямая крестовина и защитная дужка, дуги эфеса, нижнее кольцо, задняя дуга эфеса и защитная дужка соединены между собой.
  - Тип В¹. Отличается S-образно изогнутой крестовиной.
- Тип C. Прямая крестовина и дужка, дуги эфеса, нижнее и верхнее кольцо соединённое ветвью с защитной дужкой.
  - Тип С¹. Отличается S-образно изогнутой крестовиной.
  - Тип С². Отличается от типа С тем, что верхнее кольцо состоит из двух половин: задняя половина отходя от задней дуги эфеса соединяется с защитной дужкой, передняя соединяется с задней напротив перекрестья, где загибается вниз образуя завиток в центре получившегося верхнего кольца.
  - Тип С³. Отличается от типа С наличием небольшого круглого щитка вместо нижнего кольца, расположенного под углом к голомени клинка.
  - Тип С4. Отличается от предыдущего варианта S-образно изогнутой крестовиной.
- Тип D. Прямая крестовина и дужка, дуги эфеса, нижнее, среднее и верхнее кольца, верхнее соединённо ветвью с защитной дужкой.
  - Тип D¹. Отличается от типа D отсутствием нижнего кольца, вместо которого имеется овальный щиток заполняющий пространство до среднего кольца.
  - Тип D². Прямая крестовина и дужка, дуги эфеса, нижнее кольцо, дуги эфеса примерно по середине соединены кольцом направленным перпендикулярно плоскости оружия. От задней половины крестовины отходит боковое кольцо соединяющееся с защитной дужкой.
- Тип E. Прямая крестовина и защитная дужка, дуги эфеса, передняя с изогнутым штырьком, конец задней дуги соединён диагонально расположенным кольцом с передней половиной крестовины.
  - Тип E¹. Прямая крестовина и защитная дужка, дуги эфеса, передняя с изогнутым штырьком, задняя дуга соединёна ветвью с дужкой, в средней части ветвь расположена в плоскости крестовины..
  - Тип E². Прямая крестовина и защитная дужка, дуги эфеса, задняя дуга с изогнутым штырьком, конец передней дуги соединён диагонально расположенным кольцом с задней половиной крестовины. В верхней части кольцо соединяется с защитной дужкой.
- Тип F. Крестовина и защитная дужка, дуги с изогнутыми штырьками, верхнее боковое кольцо.
- Тип G. Крестовина и защитная дужка, дуги эфеса, нижнее и верхнее боковые кольца, диагонально расположенное кольцо соединяет нижний конец передней дужки с верхним кольцом.
- Тип H. Крестовина и защитная дужка, дуги эфеса, нижнее и верхнее кольца, верхнее кольцо соединяется ветвью с защитной дужкой. Кроме того, от задней половины крестовины отходит ещё одна дуга, проходящая над верхним кольцом и соединяющаяся с дужкой выше соединительной ветви кольца.
- Тип I. Крестовина и защитная дужка, дуги эфеса, нижнее кольцо, дуги эфеса соединяются двумя почти горизонтально расположенными кольцами, третье кольцо, отходящее от задней дуги почти доходит до нижнего кольца. Задняя половина крестовины соединяется с защитной дужкой.
- Тип K. Крестовина и защитная дужка, дуги эфеса, три кольца: среднее, верхнее и расположенное между ними, вместо нижнего кольца небольшой щиток. Верхнее кольцо соединяется ветвью с защитной дужкой.
- Тип L. Крестовина и защитная дужка, дуги эфеса, нижнее кольцо и верхнее боковое, между ними ещё два горизонтальных кольца. Защитная дужка соединяется тремя дугами с задней частью крестовины.
- Тип M. Крестовина и защитная дужка, дуги эфеса, четыре кольца: среднее, верхнее и ещё два расположенных между ними, вместо нижнего кольца небольшой щиток. Верхнее кольцо соединяется ветвью с защитной дужкой.
- Тип N. Крестовина и защитная дужка, овальный щиток занимает пространство от концов дуг до крестовины. Верхнее боковое кольцо, выше него от задней половины крестовины к защитной дужке проходит горизонтальная дуга, соединённая двумя отростками с боковым кольцом.

Тип А
Тип В
Тип С
Тип C²
Тип D
Тип D¹
Тип L
Тип М